# Nicola Marcerou
Nicola Marcerou, né le 23 septembre 2002 à Nîmes, est un coureur cycliste français.

## Biographie
Nicola Marcerou commence le cyclisme durant son enfance au club de l'EC Nîmois, sur ses terres natales. Chez les juniors, il finit dixième du championnat de France en 2019. Il connait également sa première sélection en équipe de France pour les championnats d'Europe en 2020,. 
En 2021, il intègre l'équipe Vendée U, réserve de la formation Total Direct Énergie. Durant ses débuts, il occupe souvent un rôle d'équipier. Il remporte néanmoins sa première course chez les élites en 2023,. Dans le même temps, il suit des études en marketing sportif. Son cursus l'amène à travailler en alternance chez Bernaudeau Cycles, une entreprise créée par les fils de Jean-René Bernaudeau. 
Lors de la saison 2024, il s'émancipe progressivement de son rôle d'équipier modèle pour devenir l'un des leaders du Vendée U. Décrit comme un puncheur, il se distingue chez les amateurs en cumulant les tops dix. Il obtient diverses places d'honneur dans des manches de la Coupe de France N1, mais aussi sur des étapes de la Flèche du Sud. Grâce à ses performances, il devient stagiaire chez TotalEnergies. Il parvient finalement à signer un premier contrat professionnel de deux ans avec la structure vendéenne.

## Palmarès
- 2019
  - 3e du championnat d'Occitanie juniors
- 2020
  - 4e étape du Tour PACA Juniors
- 2022
  - 3e du Mémorial d'Automne
- 2023
  - Tour des 4B Sud Charente
  - 2e du Circuit de la Vallée de la Loire
- 2024
  - 2e du Grand Prix de Fougères
  - 3e du Circuit de la Vallée de la Loire
  - 3e du Circuit des Deux Provinces
  - 3e du Trophée des Champions